# Kihlevere
Kihlevere är en ort i Estland. Den ligger i Kadrina kommun och landskapet Lääne-Virumaa, i den centrala delen av landet, 80 km öster om huvudstaden Tallinn. Kihlevere ligger 91 meter över havet och antalet invånare är 196.
Terrängen runt Kihlevere är mycket platt. Runt Kihlevere är det glesbefolkat, med 15 invånare per kvadratkilometer. Närmaste större samhälle är Rakvere, 13,0 km öster om Kihlevere. Omgivningarna runt Kihlevere är en mosaik av jordbruksmark och naturlig växtlighet.